# Lago Boccio
Il lago Boccio è stato un bacino lacustre situato a nord-ovest della città di Grosseto.
Del tutto scomparso a seguito delle bonifiche lorenesi del XVIII secolo, il lago Boccio si trovava tra le località di Barbanella e Rugginosa, nei pressi delle sponde orientali del lago di Castiglione, con il quale era comunicante tramite la fossa del Comune, o fosso di Lagoboccio, un breve corso d'acqua che in seguito andrà a costituire un tratto dell'alveo del canale diversivo del fiume Ombrone. Il toponimo sopravvive soltanto nel nome di un podere posto a ovest del tracciato dell'ex strada statale 1 Via Aurelia, in posizione decentrata rispetto alla reale ubicazione del lago.

## Storia
Il lago Boccio risulta documentato a partire dal XIII secolo e il nome sarebbe da ricondurre a un antroponimo, in forma asuffissale, in quanto "Boccio" era un nome di persona molto comune in epoca medievale. Tuttavia, l'area in questione era già frequentata in epoca romana e ciò è attestabile dalla presenza di una rete viaria antica e terre centuriate assegnati a coloni in età imperiale. L'area del piano della Molla compresa tra il lago Boccio, Barbanella, Rugginosa e Marrucheto andò progressivamente degradandosi in acquitrino e venne così interessata da varie opere di regimazione idraulica nel corso del XIII secolo, che culminarono con la realizzazione della fossa del Comune, che raccoglieva le acque di scolo dei terreni dati in concessione ai cittadini grossetani da parte dell'amministrazione comunale e metteva in collegamento il lago con la vasta palude castiglionese. Ciò permise anche di convertire parte dei terreni alla coltivazione della vite.
Nel XIV secolo, in seguito alla conquista di Grosseto da parte della Repubblica di Siena, venne riformata la Dogana dei Paschi e il piano della Molla venne aperto alla pastorizia: i danni al sistema idraulico del luogo dovuti al bestiame brado e la mancanza di interventi di manutenzione portarono al degrado ambientale dell'intera area. I Medici effettuarono nel XVI secolo alcuni tentativi per recuperare la vecchia fossa del Comune, nota ormai come "fosso di Lagoboccio", ma la mancanza di un piano organico di risanamento complessivo dell'area vanificò col tempo qualsiasi intervento.
Nel XVIII secolo il lago Boccio aveva ormai perso le sue caratteristiche lacustri ed era a tutti gli effetti un piccolo acquitrino; il granduca Pietro Lepoldo di Lorena affidò quindi l'incarico di occuparsi di una prima opera di bonifica dei terreni dell'ex lago all'ingegnere Leonardo Ximenes. L'area ebbe infine una definitiva sistemazione con la realizzazione del canale diversivo dell'Ombrone nel 1830, il cui tracciato recuperava quello del fosso di Lagoboccio per defluire nel lago di Castiglione presso l'ex "trogone di Barbanella".